# Tatti (Massa Marittima)
Tatti è una frazione del comune italiano di Massa Marittima, nella provincia di Grosseto, in Toscana.
Il borgo è situato a circa 25 km a sud-est del capoluogo comunale.

## Storia
Il paese sorse nell'alto Medioevo come possesso dei vescovi di Lucca; successivamente divenne proprietà dell'abbazia di Sestinga che lo mantenne fino al XIII secolo, epoca in cui lo cedette al controllo della famiglia Aldobrandeschi.
Nel XIV secolo, dopo un temporaneo controllo da parte dei Pannocchieschi, passò a Siena, entrando a far parte della Repubblica di Siena fino alla metà del XVI secolo, quando Tatti venne definitivamente inglobato nel Granducato di Toscana. Vi fu la villa residenza estiva dei marchesi Bourbon del Monte Santa Maria, sovrani di Petrella.

## Monumenti e luoghi d'interesse

### Architetture religiose
- Pieve di Santa Maria Assunta, chiesa parrocchiale della frazione, di origine medievale, è stata ristrutturata nel XIX secolo in gusto neoclassico. Ha avuto nell'anno 2015 una ristrutturazione importante avendo ricostruito completamente il tetto con la sostituzione di travi e correnti che erano rovinati.

- Chiesa di San Sebastiano, situata nei pressi del centro storico, l'interno è a una sola navata con presbiterio rialzato, è di origine medievale, con considerevoli ristrutturazioni avvenute negli anni cinquanta del XX secolo. All'interno una pregevole immagine del Santo Sebastiano in legno policromo ristrutturata negli anni prima del secolo 2000 dalla Sovrintendenza di Siena. Si conservano altresì pregevoli immagini del Cristo Morto e della Madonna dei Sette Dolori che vengono esposti nella settimana di Pasqua e portati in processione nella serata del Venerdì Santo accompagnati da figure in costume lungo un percorso illuminato da torce e fuochi .

- Chiesa della Santissima Annunziata, situata poco fuori dal paese, presenta una facciata a vento del secolo XVIII e l'interno a una sola navata con presbiterio rialzato. È stata completamente ristrutturata è resa nuovamente agibile e fruibile nel 2004, quando è stato completamente ricostruito il tetto sia nella parte mediana - a capanna - che sul retro a volta. Interni ripuliti completamente eseguendo istruzioni testamentarie .

- Pieve di Santa Maria, edificio di culto medievale scomparso. In questo edificio era conservata una tavola di Andrea Vanni 1380 - 1400 ,pittore di scuola senese ,che raffigurava una Madonna col bambino. Attualmente il quadro è esposto a Firenze nella Galleria degli Uffizi, a Tatti se ne conserva una copia esposta nella Chiesa di Santa Maria Assunta.

### Architetture militari
- Mura di Tatti, già esistenti nel IX secolo, nel corso del XIII secolo vennero nuovamente fortificate dai conti Aldobrandeschi con l'edificazione della Rocca aldobrandesca. Successive trasformazioni furono effettuate nel XIV secolo dai conti Pannocchieschi e successivamente dai Senesi. Si accede al borgo tramite una porta ad arco tondo risalente al periodo medievale.

- Rocca aldobrandesca, documentata a partire dall'XI secolo. Ciò che ne resta sovrasta oggi il caratteristico borgo medievale.

## Società

### Evoluzione demografica
Quella che segue è l'evoluzione demografica della frazione di Tatti. Sono indicati gli abitanti dell'intera frazione e dove è possibile la cifra riferita al solo capoluogo di frazione. Dal 1991 sono contati da Istat solamente gli abitanti del centro abitato, non della frazione.
| Anno | Abitanti | Abitanti       |
| Anno | Frazione | Centro abitato |
| ---- | -------- | -------------- |
| 1640 | 325      | -              |
| 1745 | 143      | -              |
| 1833 | 424      | -              |
| 1845 | 582      | -              |
| 1921 | 1 045    | -              |
| 1931 | 942      | -              |
| 1961 | 793      | 635            |
| 1981 | 446      | 353            |
| 2001 | -        | 231            |
| 2011 | -        | 209            |